# Rivulus cyanopterus
Rivulus cyanopterus är en fiskart som beskrevs av Costa 2005. Rivulus cyanopterus ingår i släktet Rivulus och familjen Rivulidae. Inga underarter finns listade i Catalogue of Life.